# Mats Pettersson
Mats Pettersson – szwedzki brydżysta, European Champion w kategorii Seniors (EBL).

## Wyniki brydżowe

### Zawody europejskie
W europejskich zawodach zdobył następujące lokaty:
| Zawody europejskie. Konkurencja teamów | Zawody europejskie. Konkurencja teamów | Zawody europejskie. Konkurencja teamów | Zawody europejskie. Konkurencja teamów | Zawody europejskie. Konkurencja teamów | Zawody europejskie. Konkurencja teamów |
| Rok                                    | Miejsce                                | Zawody                                 | Kategoria                              | Drużyna                                | Pozycja                                |
| -------------------------------------- | -------------------------------------- | -------------------------------------- | -------------------------------------- | -------------------------------------- | -------------------------------------- |
| 2013                                   | Ostenda                                | 6. Otwarte Mistrzostwa Europy          | Seniorzy                               | Lavec                                  | 1                                      |
| 2003                                   | Mentona                                | 1. Otwarte Mistrzostwa Europy          | Open                                   | Larsson                                | 127                                    |

| Zawody europejskie. Konkurencja par | Zawody europejskie. Konkurencja par | Zawody europejskie. Konkurencja par | Zawody europejskie. Konkurencja par | Zawody europejskie. Konkurencja par | Zawody europejskie. Konkurencja par |
| Rok                                 | Miejsce                             | Zawody                              | Kategoria                           | Partner                             | Pozycja                             |
| ----------------------------------- | ----------------------------------- | ----------------------------------- | ----------------------------------- | ----------------------------------- | ----------------------------------- |
| 2003                                | Mentona                             | 1. Otwarte Mistrzostwa Europy       | Open                                | Arvid Wikner                        | 44                                  |
| 1987                                | Paryż                               | 4. Mistrzostwa Europy Par           | Open                                | Leif Olsson                         | 47                                  |

## Klasyfikacja
- Mats Pettersson – klasyfikacja WBF (ang.)
- Mats Pettersson – klasyfikacja EBL (ang.)